# Мієлофон
Мієлофон (від грец. μυελόσ «мозок» + грец. φωνή «звук, голос, шум») — вигаданий прилад, пристрій для читання думок у творах Кира Буличова та їхніх екранізаціях. Уперше згадується в повісті «Іржавий  фельдмаршал» (1968).
Після виходу дитячого фільму «Гостя з майбутнього» (1985), в якому сюжет пов'язаний із викраденням цього апарата космічними піратами в Аліси Селезньової, пристрій здобув широку популярність. Однією із популярних фраз фільму була репліка Колі Герасимова: «Алісо, мієлофон у мене!».

## Опис
У фільмі роль мієлофону виконує невеликий чорний прямокутний футляр з-під фотоапарата, всередині якого знаходяться частинки скла, склеєні разом у кристал, що виконує функцію «підсилювача» думок. За Буличовим, кристал суцільний — великий безбарвний гіперселеніт, дуже рідкісний природний кристал, виявлений тільки на астероїді Власта.
Структурно пристрій — це електронний підсилювач із приймачем. Носять його в чорному шкіряному чохлі, схожому на футляр фотоапарата, з вузьким ремінцем. У книзі мієлофон описаний як невеликий апарат із навушниками і проводами. У фільмі — це коробочка з великим прозорим кристалом, який в момент приймання-передавання думок переливається кольорами веселки і видає переливчастий мелодійний звук.
Згідно з фільмом, мієлофон розроблений у лабораторії професора Селезньова для використання в наукових і медичних цілях. У книзі не сказано, де він розроблений, але згадується, що за винятком кристала, з точки зору техніки — нецікавий.
Кристали гіперселеніту можуть уловлювати біологічні струми мозку живої істоти (в тому числі тварин і мислячих рослин) і передавати її думки оператору, який працює з приладом. Дальність дії — до десяти метрів. Умовою роботи мієлофона є наявність думок у мозку обстежуваного.
За допомогою приладу можна слухати й власні думки, які звучать зовсім не так, як «зсередини». Також можна читати думки роботів. Мієлофон у 2070-х роках застосовується і в медицині, коли треба поставити точний діагноз, адже люди часто не можуть пояснити словами, що і як у них болить, а тварини взагалі не можуть розмовляти. Також застосовується при лікуванні «психічних» (за висловлюванням Аліси) хворих.
Мієлофонів у Всесвіті лише двадцять, оскільки на астероїді було знайдено всього 26 кристалів. Один мієлофон для читання думок інопланетних тварин було виділено космозоологам московського зоопарку майбутнього — Космозоо.

## Цікаві факти
Реквізитори кінофільму «Гостя з майбутнього» зазнали труднощів, коли вигадували вигляд цього приладу. У нагоді став знайдений у магазині уральський сувенір — напівпрозорий, необроблений кварц у подарунковому футлярі, який і виконав роль мієлофона. До коробочки тільки додали ремінь, щоб її було зручніше носити. Після знімання «мієлофон» залишився у режисера фільму Павла Арсенова.
У російському місті Владимирі 2015 року, до 30-річчя фільму «Гостя з майбутнього», планувалося відкрити пам'ятник мієлофону. Автор проєкту — скульптор Ілля Шанін, автор ідеї — місцевий журналіст Юрій Борисов.

## Твори, в яких фігурує прилад
- Повість «Іржавий фельдмаршал» (1968)
- Повість «Сто років тому вперед» (1978)
- Телефільм «Гостя з майбутнього» (1985)
- Художній фільм «Острів іржавого генерала» (1988)